# Undervisningsmaterialer
Undervisningsmaterialer bruges som middel til at lære. De kan tage form som artikler, lærebøger, audio-visuelt udstyr, redskaber og egentlige studieobjekter, dvs. genstande fra den pågældende uddannelses virkefelt. I nogle uddannelser skal de studerende betale for deres egen undervisningsmaterialer, i andre bliver de betalt via skattesystemet, sådan at de er "gratis" og inkluderet i uddannelsen.